# Міжзоряна планета

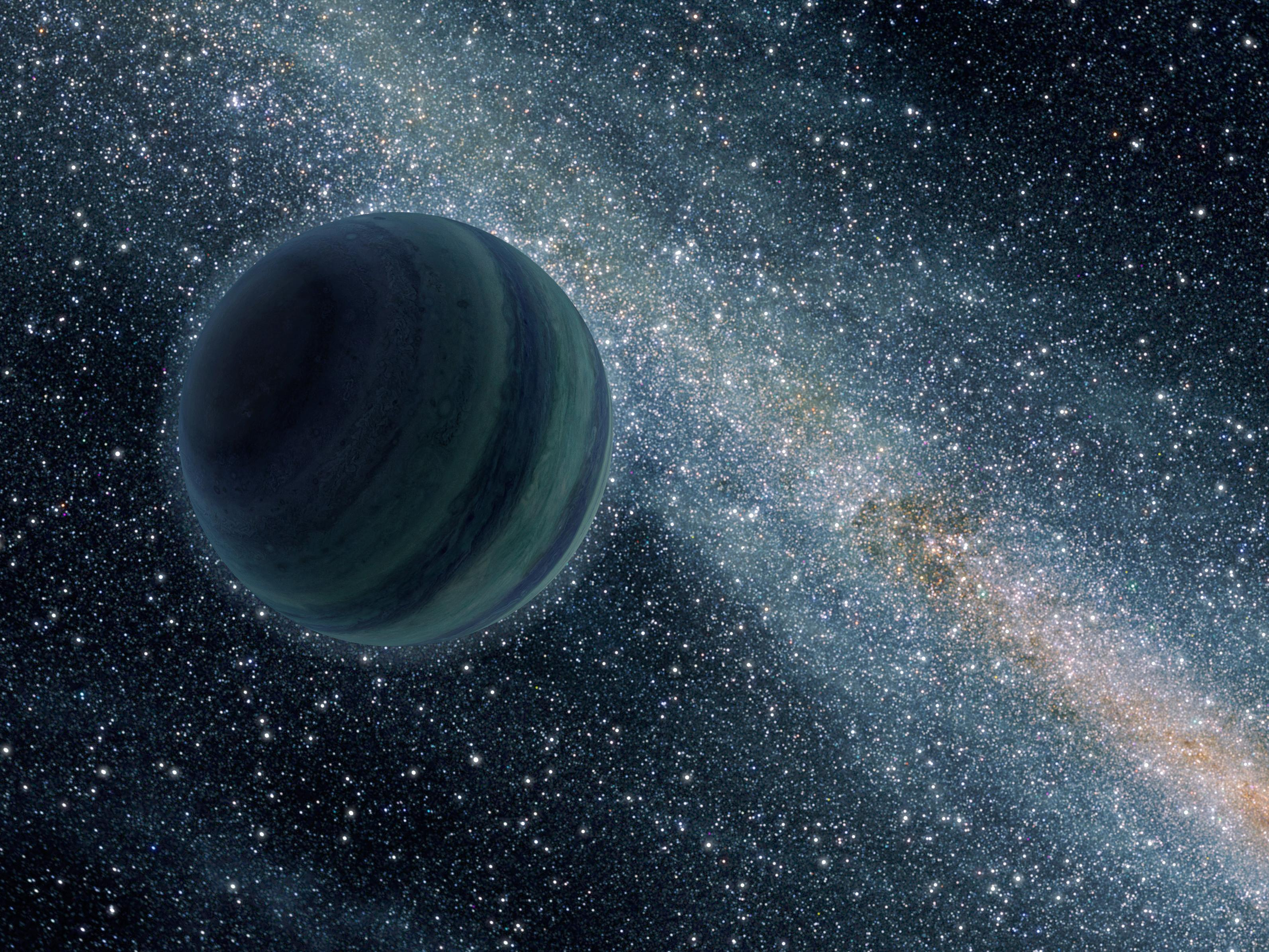
Уявлення художника про міжзоряну планету розміром з Юпітер.

Плане́та-сирота́ (відома також під іншими назвами: планета-мандрівни́к, міжзоряна планета, вільна планета, квазіпланета, або самотня планета) — міжзоряний об'єкт, що має масу, яку можна порівняти з планетарною, і є по суті планетою, але гравітаційно не пов'язаний ні з зорею, ні з коричневим карликом або з іншою планетою (хоча така планета-сирота може мати супутники).

## Термінологія
У перших двох статтях, присвячених відкриттям міжзоряної планети, згадуються терміни «ізольовані об'єкти планетарної маси» (англ. iPMO) та «вільно плаваючі планети» (англ. FFP). У більшості наукових досліджень з астрономії використовується одна з цих назв. Термін «планета-сирота» часто застосовується в дослідженнях мікролінзування, де також нерідко використовується визначення FFP. У публікаціях, орієнтованих на широку аудиторію, можуть використовуватися альтернативні назви. Так, під час відкриття понад 70 планет-сиріт у 2021 році в різних пресрелізах зустрічалися такі терміни, як «планета-вигнанець», «планета без зір», «блукаюча планета» і «вільно плаваюча планета».

## Відкриття
Ізольовані об'єкти планетарної маси (англ. iPMO) вперше відкрили у 2000 році британська команда Lucas&Roche, використовуючи UKIRT у туманності Оріона. У тому ж році іспанська команда Zapatero Osorio et al. виявила міжзоряну планету за допомогою спектроскопії в обсерваторії Кека в скупченні σ Оріона. Результати спектроскопічних досліджень об'єктів у туманності Оріона були опубліковані у 2001 році. Наразі обидві європейські групи визнають свої майже одночасні відкриття. У 1999 році японська група науковців на чолі з Oasa виявила об'єкти в комплексі Хамелеона I, які пізніше, у 2004 році, були підтверджені спектроскопічними спостереженнями, виконаними американською командою під керівництвом Luhman.

## Утворення
Існує два основних сценарії формування ізольованих об'єктів планетарної маси (англ. iPMO): вони можуть виникати як планети навколо зорі, які згодом викидаються у міжзоряний простір, або утворюватися самостійно як низькомасивні зорі чи коричневі карлики. Ці особливості здатні впливати на їхній склад і траєкторію руху.

### Формування як зоря
Вважалося, що об'єкти з масою щонайменше однієї маси Юпітера могли утворюватися через колапс і фрагментацію молекулярних хмар, як припускали моделі 2001 року. Однак спостереження, здійснені до появи телескопа JWST, показали, що об'єкти менше 3—5 мас Юпітера, ймовірно, не можуть утворитися самостійно. Проте у 2023 році за допомогою JWST у трапецієподібному скупченні було виявлено, що об'єкти розміром 0,6 мас Юпітера можуть формуватися самостійно, без потреби у визначеній граничній масі. Особливий тип глобул, відомий як глобулети, вважається місцем утворення коричневих карликів і об'єктів планетарної маси. Вони виявлені у туманностях Розетка та IC 1805. Інколи молоді iPMO все ще мають диск, який може слугувати джерелом формування екзосупутників. Через їхні вузькі орбіти навколо планет-господарів, такі об'єкти мають 10—15 % ймовірність транзиту.

### Формування як планета
Згідно з припущеннями, більшість викинутих планет мають невелику масу (<30 M⊕), причому середня маса залежить від маси зорі-господаря. За результатами моделювання Ma et al., 17,5 % зір із масою 1 M⊕ викидають у середньому 16,8 M⊕ на зорю, а типова маса окремої вільно плаваючої планети (FFP) становить 0,8 M⊕. У випадку червоних карликів із меншою масою (0,3 M⊕) 12 % зір викидають у середньому 5,1 M⊕ на зорю, з типовою масою 0,3 M⊕ для одиничного FFP.
Вчені припустили, що екзосупутники можуть бути розсіяні унаслідок взаємодії між планетами, перетворившись на викинуті екзосупутники. Також передбачається, що субзоряна планета із викиданням більшої маси (0,3—1 мас Юпітера) можлива, хоча трапляється це рідко. Відкидання планети може бути спричинене розсіюванням між планетами чи проходженням зорі. Ще однією можливістю є викид фрагмента диска, який згодом трансформується в об'єкт планетарної маси. Альтернативний сценарій передбачає відкидання планет на нахилену колову орбіту. Взаємодія між центральною подвійною системою та планетами може призвести до викидання планети з меншою масою. Проте ефективність цього процесу залежить від геометрії зустрічі, яка поки що залишається недостатньо дослідженою як спостереженнями, так і теоретичними моделями.

### Інші способи формування
Якщо ембріон зорі або коричневого карлика припиняє акрецію, його маса може залишитися настільки малою, що він перетвориться на об'єкт планетарної маси. Зупинка акреції може відбутися через відкидання ембріона або внаслідок фотовипаровування його навколозоряного диска у присутності зір спектрального класу O. Об'єкти, що утворилися в результаті такого викидання, характеризуються меншими дисками або взагалі їхньою відсутністю, а також нижчою часткою подвійних систем серед них. Також можливо, що вільно плаваючі об'єкти планетарної маси утворюються завдяки поєднанню різних способів формування.

## Загальна характеристика
Якщо планета перебуває в галактиці, вона обертається навколо галактичного ядра (період обертання зазвичай дуже великий). В іншому випадку йдеться про міжгалактичні планети і планети, що не обертаються навколо чого-небудь. Деякі астрономи говорять про випадки виявлення таких планет (наприклад, Хамелеон 110913-773444), але всі такі випадки не підтверджені.
Більшість астрономів не вірять у можливість самостійного формування таких планет і вважають, що вони можуть з'являтися шляхом зриву з орбіти своєї зорі в результаті якого-небудь катаклізму. Інші ж вважають, що термін «планета» має застосовуватися до об'єкта, тільки якщо він сформувався із залишків зорі, і подібний об'єкт не є в повному розумінні планетою. Приміром, газовий гігант із масою менше коричневого карлика, що не має зорі, навколо якої він обертається, має визначатися як субкоричневий карлик (це клас зір, а не планет, хоча в субкоричневих карликах не відбуваються термоядерні реакції), оскільки механізм формування таких об'єктів аналогічний формуванню зір, отже, це не планета по суті.
Робоча група Міжнародного астрономічного союзу запропонувала називати такі планети субкоричневими карликами. Інші астрономи вважають, що потрібно такі планети віднести до класу планетарів, як підвид планети.

## Поверхня

### Тепло на поверхні
Міжзоряні планети мають низький рівень теплового випромінювання і не отримують тепла від зір. У 1998 році Девід Дж. Стівенсон запропонував гіпотезу, що планетоподібні об'єкти, які перебувають у міжзоряному просторі, здатні утримувати щільну атмосферу, яка не буде замерзати. Він зазначив, що така атмосфера може зберігатися завдяки непрозорості інфрачервоного випромінювання, яке виникає через тиск густої атмосфери, насиченої воднем.
Під час формування планетних систем деякі невеликі протопланетні об'єкти можуть бути викинуті за межі системи. Такі викинуті об'єкти зазнаватимуть менше ультрафіолетового випромінювання від зір, яке зазвичай руйнує легкі елементи їх атмосфери. Навіть об'єкт розміром із Землю матиме достатню гравітацію, щоб утримувати водень і гелій у своїй атмосфері. Геотермальна енергія від розпаду радіоактивних ізотопів у ядрі таких планет здатна підтримувати температуру поверхні вище точки плавлення води, дозволяючи існувати океанам рідкої води. Ці планети, ймовірно, залишатимуться геологічно активними протягом тривалого часу. Якщо вони мають магнітосфери, створені геодинамо, а також активний вулканізм на морському дні, гідротермальні джерела можуть забезпечувати енергію, придатну для підтримання життя. Виявити такі об'єкти дуже складно через їхнє слабке теплове мікрохвильове випромінювання, але відбиті сонячні промені та теплове випромінювання далекого інфрачервоного спектра можна зафіксувати для об'єктів, що знаходяться на відстані менше 1000 а. о. від Землі. Приблизно п'ять відсотків викинутих планет розміром із Землю з великими супутниками, схожими на Місяць, зберігають свої супутники після викидання. Великий супутник може генерувати значний геологічний приливний нагрів.

### Особливості поверхні
Оскільки планети-сироти не мають орбіти навколо зорі, більшість із них вважають крижаними та непридатними для життя. Водночас існує теорія, що такі планети, зберігаючи первісну воднево-гелієву атмосферу і володіючи внутрішнім радіоактивним нагріванням, можуть зберігати воду на поверхні в рідкому стані, створюючи потенційно сприятливі умови для життя. Також припускається, що супутники планет-сиріт можуть бути навіть більш придатними для життя завдяки воді, яка могла б зберігатися під густою атмосферою вуглекислого газу. Така атмосфера здатна утримувати тепло, що виникає через припливне тертя.

## Супутники міжзоряних планет
Деякі екзопланети, як-от планемо 2M1207B, яке обертається навколо коричневого карлика, оточені широкими пиловими хмарами з дрібних частинок. Якщо достатньо великі екзопланети сформуються поза зоряною системою, то навколо них можуть згодом сформуватися менші супутники — зокрема, планети земного типу. Такі супутники-планети не можуть бути однозначно зараховані ні до сиріт, ні до «повноцінних» планет (екзопланет), оскільки материнський об'єкт сам є планетою-сиротою. Водночас за механізмом формування немає відмінностей від формування Сонячної або іншої системи.

## Дослідження
Існує два методи виявлення міжзоряних планет: пряме зображення та мікролінзування.

### Мікролінзування
Японський астрофізик Такахіро Сумі з Університету Осаки разом зі своїми колегами, які беруть участь у проєктах Microlensing Observations in Astrophysics та Optical Gravitational Lensing Experiment, опублікували результати свого дослідження мікролінзування у 2011 році. У ході роботи вони спостерігали 50 мільйонів зір Чумацького Шляху, використовуючи 1,8-метровий телескоп MOA-II у Новій Зеландії (розташований в обсерваторії Маунт-Джон) і 1,3-метровий телескоп Варшавського університету, розташований у чилійській обсерваторії Лас-Кампанас. У процесі дослідження було зафіксовано 474 випадки мікролінзування, з яких десять тривали настільки мало, що їх визнали планетами розміром із Юпітер, які не мають зорі поруч. Спираючись на ці спостереження, учені дійшли висновку, що на кожну зорю Чумацького Шляху припадає в середньому дві міжзоряні планети масою з Юпітер.
Одне з досліджень припустило значно більшу кількість таких планет — до 100 000 разів більше, ніж зір у галактиці. Однак це дослідження враховувало також гіпотетичні об'єкти, розміри яких значно менші за Юпітер. У 2017 році дослідження, очолюване Пшемеком Мрозом із Варшавської університетської обсерваторії, зібрало статистичні дані в шість разів більші, ніж ті, що були у 2011 році. Воно встановило верхню межу для кількості міжзоряних планет із масою Юпітера або широкоорбітальних планет — приблизно 0,25 планети на зорю головної послідовності у Чумацькому Шляху.
У вересні 2020 року астрономи, використовуючи методи мікролінзування, вперше повідомили про відкриття планети-сироти масою, подібною до маси Землі. Цей об'єкт, названий OGLE-2016-BLG-1928, не прив'язаний до жодної зорі та вільно плаває в межах галактики Чумацький Шлях.

### Пряме зображення

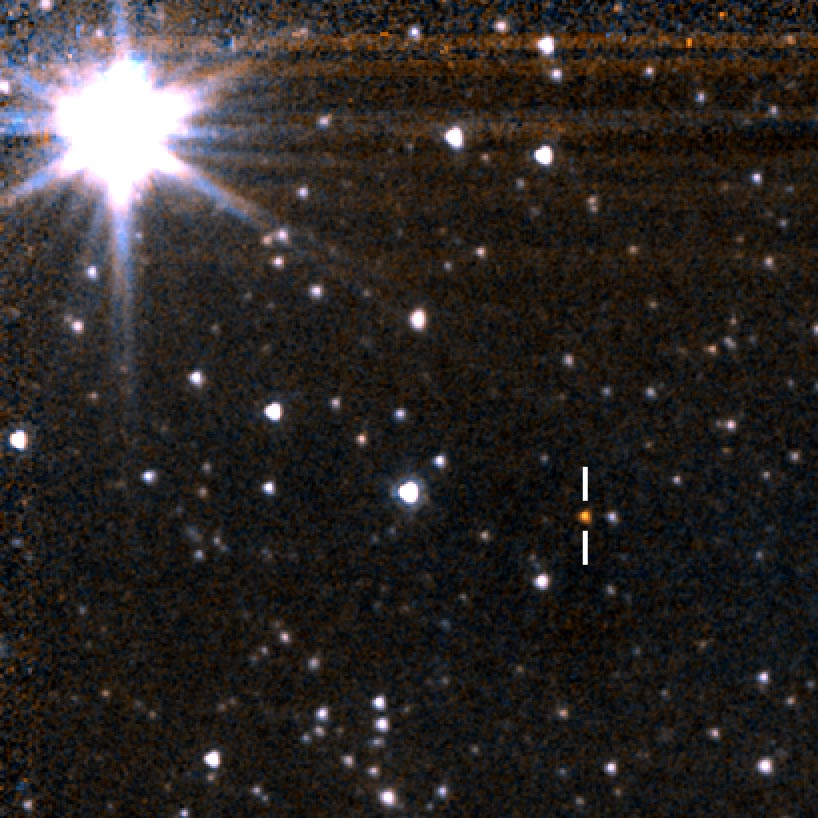
Об'єкт холодної планетарної маси WISE J0830+2837 (позначений помаранчевим об'єктом), що має температуру 300—350 K (27—77 °C). Спостерігався за допомогою космічного телескопа Spitzer.

Планети, виявлені за допомогою мікролінзування, можна досліджувати лише в момент подій мікролінзування, що є доволі рідкісним явищем і створює труднощі у визначенні їх властивостей. Через це астрономи звертаються до ізольованих об’єктів планетарної маси (англ. iPMO), які відкривають за допомогою прямого зображення. Для того щоб визначити масу коричневого карлика чи iPMO, потрібні дані про їхню світність і вік. Однак встановлення віку об’єктів із низькою масою є складним процесом. Найчастіше iPMO трапляються у молодих зонах зореутворення, вік яких добре відомий астрономам. Ці об’єкти мають масу понад 5 МДж, належать до карликів класів L і T і мають вік, що не перевищує 200 мільйонів років.
Разом із цим науковці досліджують також невелику вибірку старіших і холодніших Y-карликів, маса яких становить близько 8—20 мас Юпітера. Наприклад, серед близьких кандидатів Y-спектрального типу є WISE 0855-0714, розташований на відстані 7,27 ± 0,13 світлових років. Якщо для цих Y-карликів з'являться точніші вимірювання або покращиться метод визначення їхнього віку, це може суттєво збільшити кількість відомих старих і холодних ізольованих об'єктів планетарної маси.
На початку 2000-х перші iPMO були виявлені завдяки методу прямої візуалізації в молодих областях зореутворення. Передбачається, що ці iPMO, знайдені за допомогою прямої візуалізації, сформувалися аналогічно до зір (їх іноді називають субкоричневими карликами). Можливі також iPMO, які виникають як планети, що згодом були виштовхнуті з орбіти більшими за розмірами планетами. Проте такі об'єкти відрізнятимуться кінематично від своїх природних областей зореутворення, не повинні мати навколозоряного диска і мають демонструвати високу металічність. Жоден із iPMO, виявлених у молодих областях зореутворення, не демонструє значної швидкості в порівнянні з цими регіонами.
Серед старих iPMO об'єкт WISE J0830+2837 має Vtan приблизно 100 км/с, що є високою швидкістю, але все ж узгоджується з формуванням у нашій Галактиці. Інший об'єкт, WISE 1534—1043, розглядається в альтернативному сценарії як викинута екзопланета через його високу тангенціальну швидкість близько 200 км/с, хоча його колір свідчить, що це, ймовірно, старий коричневий карлик із низьким вмістом металів. Більшість учених, що досліджують масивні iPMO, припускають, що вони є завершенням процесу зореутворення малої маси.
Астрономи провели спостереження за дуже молодим ізольованим об'єктом планетарної маси OTS 44, використовуючи космічну обсерваторію Гершеля та Дуже великий телескоп. Дослідження підтвердили, що процеси, притаманні класичному зореподібному формуванню, також властиві для ізольованих об'єктів із масою до кількох Юпітерів. За допомогою інфрачервоних спостережень обсерваторії Гершеля було встановлено, що навколо OTS 44 існує диск із масою щонайменше 10 Земель, який у майбутньому може утворити невелику планетну систему. Спектроскопічні дослідження, виконані за допомогою спектрографа SINFONI на Дуже великому телескопі, показали, що диск активно акумулює матерію, так само як і диски молодих зір.

## Головні відкриття

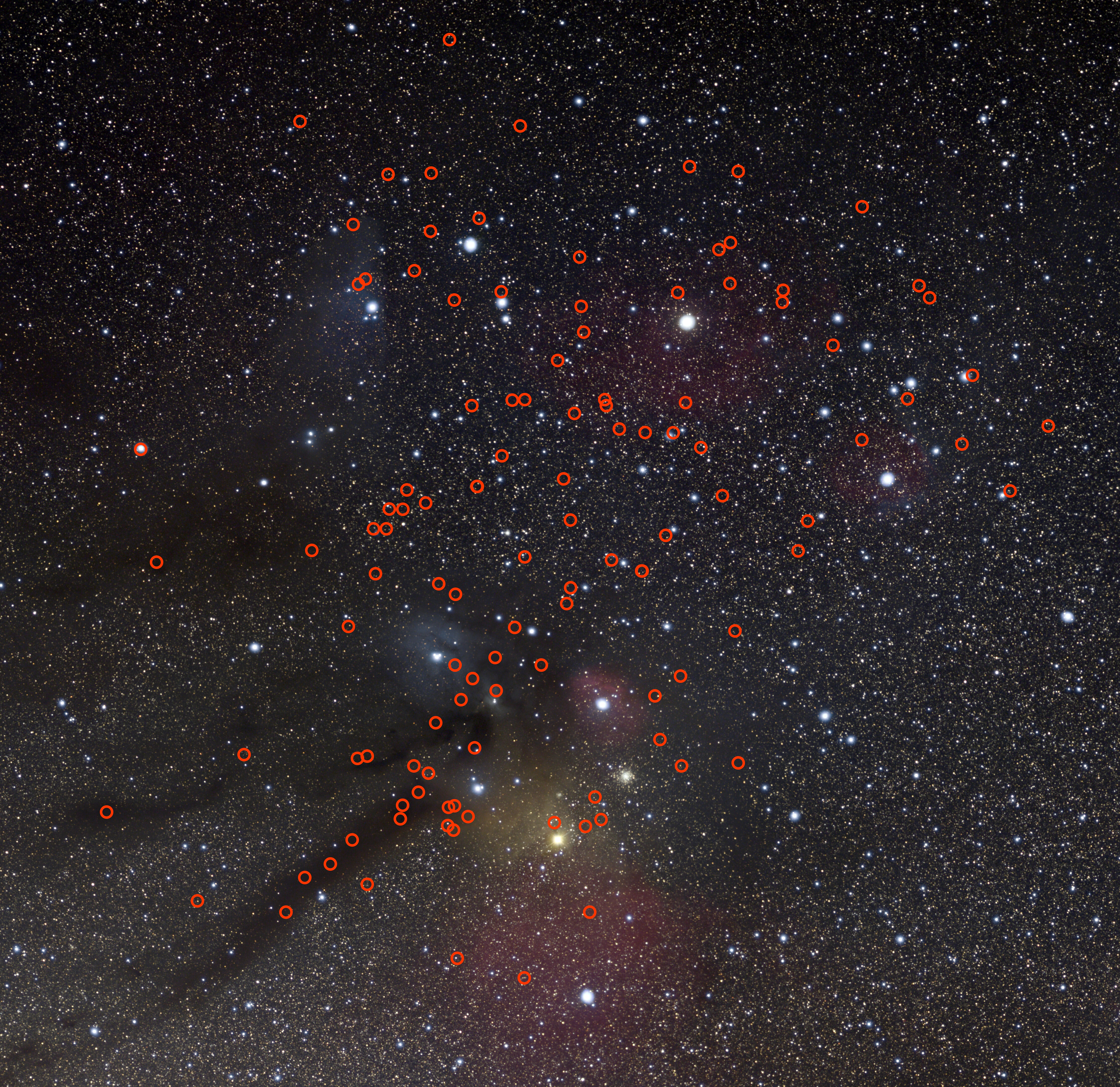
115 потенційних планет-шахраїв у регіоні між Верхнім Скорпіоном і Змієносцем (2021).

Досить серйозним кандидатом на таку самотню планету є об'єкт CFBDSIR 2149-0403, відкритий у листопаді 2012 року.
Інші подібні об'єкти виявили польські вчені — OGLE-2012-BLG-1323, OGLE-2016 BLG-1 928 і OGLE-2017-BLG-0560.
У 2021 році Європейська південна обсерваторія повідомила про відкриття понад 70 міжзоряних планет розмірів Юпітера, видимих у сузір'ях Скорпіона та Змієносця. Дані отримано за близько 20 років спостережень. За оцінками астрономів, загалом у Чумацькому Шляху може бути кілька мільярдів міжзоряних планет.
Станом на 2023 рік, НАСА переконане, що існує понад 400 об'єктів земної маси, які «злетіли» зі своїх орбіт і блукають усім Чумацьким Шляхом.

## Інтернет-посилання
- Міжзоряні планети - світи, що не знають тепла зірок. Всесвіт UA на YouTube
- Strange New Worlds Could Make Miniature Solar Systems [Архівовано 25 грудня 2010 у Wayback Machine.] Robert Roy Britt (SPACE.com) 5 June 2006 11:35 am ET
- Working Group on Extrasolar Planets — Definition of a «Planet» [Архівовано 16 вересня 2006 у Wayback Machine.] POSITION STATEMENT ON THE DEFINITION OF A «PLANET» (IAU) 2003
- The IAU draft definition of «planet» and «plutons» press release (International Astronomical Union) 2006
- Text [Архівовано 21 листопада 2011 у Wayback Machine.] of A Pail of Air and
- original radio broadcast
- Article by Stevenson similar to the Nature article but containing more information, titled: «Possibility of Life Sustaining Planets in Interstellar Space»

## Інтернет-ресурси
- У Галактиці трильйони самотніх планет!